# Mari Vainio
Mari Vainio, född 1 juli 1968 i Uddevalla, är en finländsk skådespelare. Hon har förekommit i TV-programmen Ihmeidentekijät och Ansa ja Oiva samt lett programmet Thilia Thalia. Hon har också dubbat TV-serier.